# 拳銃無頼帖 流れ者の群れ
『拳銃無頼帖 流れ者の群れ』（けんじゅうぶらいちょう ながれもののむれ）は、1965年1月15日に公開された日本の映画である。監督は野口晴康。主演は小林旭。日活制作。

## 概要
赤木圭一郎、高橋英樹に続き小林旭が演じる拳銃無頼帖リメイク第2弾。
争いのどさくさに紛れて殺された親分の復讐を誓った麻島七郎が、殺した組織に立ち向かう。

## キャスト
- 麻島七郎：小林旭
- 暗闇の銀次郎：宍戸錠
- 円谷昇： 葉山良二
- 和子：松原智恵子
- 丸川千吉：東野英治郎
- 渡辺太郎：深江章喜
- 青田：平田大三郎
- 好子：楠侑子
- 三宅寅夫： 武藤章生
- 青大将：郷鍈治
- 貝塚大作：二本柳寛
- 金メダル：小笠原章二郎
- 君代：東恵美子
- 利江：三崎千恵子
- 白虎組親分：加原武門
- 長尾敏之助
- 吉田：雪丘恵介
- 老警官：山田禅二
- 佐々木：宮崎準
- 大日本八紘会幹部：長弘
- ラーメン屋の出前持：衣笠真寿男
- チンピラ：柳瀬志郎
- 大日本八紘会組員：黒田剛
- タクシー運転手：緑川宏
- 落成パーティーの親分衆：河野弘
- 白虎組兄貴分：八代康二
- 植木屋：里実（大門実）
- 落成パーティーの親分衆：久遠利三、 二木草之助
- 大日本八紘会組員：小柴隆（小柴尋詩）
- 六助：玉井謙介
- 大日本八紘会組員：瀬山孝司
- 横浜のやくざ：志方稔
- 下田館の番頭：露木護
- 越後屋の番頭：押見史郎
- 横浜のやくざ：本目雅昭、高緒弘志
- 伊藤浩
- 植木屋：村上和也
- 越後屋の女中：橘田良江
- リエ： 中庸子
- 下田館の仲居：大塚トミエ
- 大日本八紘会組員：赤司健介
- 桂小かん
- チンピラ：菅原義夫
- 技斗： 高瀬将敏

## スタッフ
- 監督：野口晴康
- 脚本：松浦健郎、佐藤道雄
- 企画：高木雅行
- 原作：松浦健郎
- 音楽：鏑木創

## 併映作品
『大日本ハッタリ伝』
- 原作：花登筺 / 脚本：花登筺、才賀明 / 監督：吉村廉 / 主演：長門裕之